# 土井崇弘
土井 崇弘（どい たかひろ、1975年 - ）は、日本の法学者。中京大学法学部、同大学院法学研究科教授。専門は法哲学。

## 略歴
- 1997年　京都大学法学部卒業
- 1999年　京都大学大学院法学研究科博士前期課程修了
- 2002年　同大学院博士後期課程研究指導認定
- 2005年　中京大学法学部専任講師に就任
- 2006年　中京大学法学部助教授
- 2007年　准教授に名称変更
- 2013年　中京大学法学部教授

## 研究
法哲学の中の「現代正義論」を専門分野としている。「自由社会と伝統の両立可能性の探究」というテーマに基づいて、ハイエクF・A・ハイエクの議論を中心に研究を進めている。これ以外に、日本文化論、生命倫理、法の支配論・立憲主義論などにも関心を持っている。

## 著書・論文

### 著書
- 『リバタリアニズム読本』勁草書房、2005年3月（共著）
- 『リバタリアニズムの多面体』勁草書房、2009年1月（共著）
- 『はじめて学ぶ法哲学・法思想』ミネルヴァ書房、2010年4月（共著）
- 『現代法の変容』有斐閣、2013年2月（共著）
- 『ハイエクを読む』ナカニシヤ出版、2014年3月（共著）
- 『問いかける法哲学』法律文化社、2016.9（共著）

### 論文
- 「自由社会と伝統（一）」法学論叢　第149巻第1号、2001年4月
- 「自由社会と伝統（二）・完」法学論叢　第150巻第2号、2001年11月
- 「ハイエクにおける立憲主義についての一考察」法の理論22、2003年6月
- 「啓蒙主義的合理主義批判の二つのかたち（一）」法学論叢　第155巻第3号、2004年6月
- 「啓蒙主義的合理主義批判の二つのかたち（二）・完」法学論叢　第155巻第5号、2004年8月
- 「伝統論についての一考察」法哲学年報2004、2005年9月
- 「M・オークショットの伝統論」中京法学　第40巻第1・2合併号、2006年2月
- 「自由主義と伝統の両立可能性に関する一考察」中京法学　第40巻第3・4合併号、2006年3月
- “Hayek's Theory of “Tradition of Rules of Conduct”:Comparison with MacIntyre's Theory of “Tradition of Intellectual Enquiry””　中京法学　第42巻第3・4合併号、2008年3月
- 「ハイエクの自生的秩序論と進化論に関する予備的考察」中京法学　第44巻第3・4合併号、2010年3月
- 「日本文化を考慮した人権論・序説」社会科学研究　第32巻第2号、2012年3月
- ｢『与那国･自立へのビジョン』とハイエクの共同体論｣社会科学研究　第33巻第2号、2013年3月